# F-1チームシミュレーション プロジェクトF
F-1チームシミュレーション プロジェクトF（F1チームシミュレーション PROJECT F）はレーザーソフトが1992年9月11日に発売したPCエンジン用ゲーム。
監督としてF1チームを経営して優勝に導くことを目指す。

## 評価
ファミコン通信クロスレビューでは5、3、4、2の14点。レビュアーはパーツサポート契約やスポンサー探しなど監督気分を味わえるコンセプトは認めるとした上で「ベストプレー路線を狙ったのかもしれないが（決勝まで）1ラウンド1時間 - 1時間半かかるほどテンポが悪くスキップできないのは少々閉口してしまう」とした他、ラウンドもコース図を赤い点が移動するだけの簡素な表現、何に影響するのわからないコマンド、マニュアルがとてもわかりにくいなどあちこち不親切、グラフィックが手描きのようでアニメーションも作品に合ってないといった内容がお粗末で本当に完成品なのか疑問を呈した。
PC Engine FAN ゲーム通信簿
| 項目 | キャラクタ | 音楽  | お買い得度 | 操作性 | 熱中度 | オリジナリティ | 総合   |
| 得点 | 3.769      | 3.923 | 3.384      | 3.307  | 3.384  | 3.307          | 21.076 |